# Abraham Forssell
Carl Abraham Forssell, född 11 juli 1848 i Gävle, död 17 januari 1937, var en svensk agronom och affärsman. Han var sonson till Olof Hansson Forssell, bror till Hans Forssell samt far till Gösta, Jakob, Carl, Arne, Gerhard och Nils Forssell.
Efter studentexamen 1866 utexaminerades Forssell från Alnarps lantbruksinstitut 1868. Han var 1872–1874 förvaltare vid Gäddeholm i Västmanlands län, 1875–1880 föreståndare för Kopparbergs läns lantbruksskola samt 1880 t.f. och 1881–1886 ordinarie intendent vid Lantbruksakademiens experimentalfält och föreståndare för Stockholms frökontrollanstalt 1886. Han var 1886–1906 lärare i agronomi vid Skogsinstitutet och tjänstgjorde dessutom 1890–1918 som denatureringskontrollant i Stockholm. 
Forssell var även verksam inom affärslivet; han var verkställande direktör i Källskärs Trävaru AB i Söderhamn 1903–1916, ordförande och verkställande direktör i AB Ofotens malmfält 1903–1911, ordförande i AB Apotekarnes kreditkassa 1906–1912 och verkställande direktör i AB Keros i Södertälje (glödnätsfabrik) 1911–1912. 
Forssell var sekreterare i Svenska kennelklubben och redaktör för dess tidskrift 1893–1906. Han blev hedersledamot av nämnda klubb 1906. Han publicerade artiklar om lantbruk och kreatursskötsel i tidskrifter och tidningar. Honom tillägnades 1918 "Festskrift till Abraham Forssell på hans sjuttioårsdag den 11 juli 1918 av tacksamma söner".